# Телмен
Телмен (монг. Тэлмэн) — з 1931 року сомон Завханського аймаку, Монголія. Територія 3,4 тис. км², населення 3,7 тис. Центр сомону Увгуд розташований на відстані 862 км від Улан-Батора, 122 км. від міста Уліастай.

## Рельєф
Хребти Буга Ундур, Баянзухр (2478 м), Хангай, Цагаан чулуут (2500 м), гори Угуумуур, озера Телме, Буст, долина Хурен.

## Клімат
Середня температура січня -24-32 градуси, липня +14 градусів. У середньому протягом року випадає 220-280 мм опадів.

## Економіка
Поклади залізної руди. Будівельна сировина.

## Тваринний світ
Водяться козулі, вовки, корсаки, кабани, кішки-манули, зайці, тарбагани.

## Соціальна сфера
Є школа, лікарня, сфера обслуговування,  туристичні бази
.